# Alpine Elf Europa Cup 2018
Navigation
2019
L'Alpine Elf Europa Cup 2018 est la saison inaugurale de l'Alpine Elf Europa Cup, la série de courses de voitures de sport à une marque organisée par Alpine pour les voitures Alpine A110 Cup. Elle a débuté le 27 avril au Castellet et s'est terminée le 12 octobre, à Monza, après six meetings composés de deux courses chacune. Pour cette première édition, c'est Pierre Sancinéna qui remporte le titre.

## Pilotes et écurie
| Ecuries                    | No. | Pilotes                    | Statut | Manches     |
| -------------------------- | --- | -------------------------- | ------ | ----------- |
| CMR-CCF                    | 2   | Vincent Beltoise           |        | Toutes      |
| Milan Competition          | 3   | Denis Gibaud               | G      | 6           |
| Milan Competition          | 8   | Nicolas Milan              |        | Toutes      |
| Milan Competition          | 9   | Phillippe Bourgois         | G      | 1–2         |
| Milan Competition          | 9   | Jean-Marc Thévenot         | G      | 3           |
| Milan Competition          | 9   | Alessandro Sebasti Scalera | G      | 5           |
| Milan Competition          | 12  | Marc Guillot               |        | 2–3, 5–6    |
| Milan Competition          | 15  | Gaël Castelli              |        | 4–6         |
| Milan Competition          | 77  | Thomas Padovani            |        | Toutes      |
| Milan Competition          | 77  | Sten Pentus                |        | 5           |
| Racing Technology          | 4   | Mathieu Blaise             |        | Toutes      |
| Racing Technology          | 11  | Sylvain Noël               | G      | Toutes      |
| Racing Technology          | 110 | Eric Helary                | G      | 1           |
| Racing Technology          | 110 | Thierry Soave              | G      | 1           |
| Racing Technology          | 110 | Paul Englert               | G      | 2           |
| Racing Technology          | 110 | Bernard Romain             | G      | 3           |
| Racing Technology          | 110 | Mathieu Sentis             | G      | 3           |
| Racing Technology          | 110 | Oliver Webb                | G      | 4           |
| Racing Technology          | 110 | Stéphane Lémeret           | G      | 5           |
| Racing Technology          | 110 | Jaime Hernandez            | G      | 6           |
| Automeca-Super U           | 5   | Stéphane Proux             |        | 1–2, 3, 5–6 |
| Automeca-Super U           | 5   | Emmanuel Guigou            |        | 1–2         |
| Automeca-RCC               | 7   | Franc Rouxel               | G      | Toutes      |
| Team VRT                   | 9   | Marc de Fulgencio          | J      | 6           |
| Autosport GP               | 14  | Marc Sevestre              | G      | 1, 3, 5     |
| Autosport GP               | 14  | Julien Neveu               |        | 2, 4, 6     |
| Autosport GP               | 17  | Jean-Baptiste Mela         | J      | Toutes      |
| Autosport GP               | 18  | Pierre Macchi              | G      | 1–2, 4, 6   |
| Autosport GP               | 18  | Pierre Combot              |        | 3, 5–6      |
| Team Duty Car              | 29  | Alessandro Sebasti Scalera | G      | 1           |
| Team Duty Car              | 29  | Lucas Lasserre             |        | 2–3         |
| Team Duty Car              | 29  | Jean-Philippe Desplat      | G      | 5           |
| CMR-GRR                    | 33  | Grégory Romano             | G      | 1–3, 5–6    |
| Autosport GP-Patrick Roger | 69  | Laurent Hurgon             | G      | Toutes      |
| CMR                        | 76  | Pierre Sancinéna           |        | Toutes      |

| Icone | Catégorie |
| ----- | --------- |
| G     | Gentlemen |
| J     | Junior    |
| G     | Invité    |

## Calendrier et résultats
- Un calendrier de cinq manches a été révélé en même temps que l'annonce de la série, le 26 octobre 2017[2]. Le calendrier comprenait 5 circuits pour la première année de la série, toutes les manches soutenant soit l'International GT Open, soit le Championnat FFSA GT.

| Manche | Manche | Circuit                           | Date         | Pole Position                     | Vainqueur                 | Junior vainqueur    | Gentlemen vainqueur               |
| ------ | ------ | --------------------------------- | ------------ | --------------------------------- | ------------------------- | ------------------- | --------------------------------- |
| 1      | R1     | Circuit Paul Ricard, Le Castellet | 1 June       | No. 76 CMR                        | No. 76 CMR                | No. 17 Autosport GP | No. 11 Racing Technology          |
| 1      | R1     | Circuit Paul Ricard, Le Castellet | 1 June       | Pierre Sancinéna                  | Pierre Sancinéna          | Jean-Baptiste Mela  | Sylvain Noël                      |
| 1      | R2     | Circuit Paul Ricard, Le Castellet | 2 June       | No. 76 CMR                        | No. 2 CMR-CFF             | No. 17 Autosport GP | No. 11 Racing Technology          |
| 1      | R2     | Circuit Paul Ricard, Le Castellet | 2 June       | Pierre Sancinéna                  | Vincent Beltoise          | Jean-Baptiste Mela  | Sylvain Noël                      |
| 2      | R1     | Nürburgring                       | 22 June      | No. 76 CMR                        | No. 76 CMR                | No. 17 Autosport GP | No. 69 Autosport GP-Patrick Roger |
| 2      | R1     | Nürburgring                       | 22 June      | Pierre Sancinéna                  | Pierre Sancinéna          | Jean-Baptiste Mela  | Laurent Hurgon                    |
| 2      | R2     | Nürburgring                       | 23 June      | No. 76 CMR                        | No. 76 CMR                | No. 17 Autosport GP | No. 11 Racing Technology          |
| 2      | R2     | Nürburgring                       | 23 June      | Pierre Sancinéna                  | Pierre Sancinéna          | Jean-Baptiste Mela  | Sylvain Noël                      |
| 3      | R1     | Dijon-Prenois                     | 14 July      | No. 76 CMR                        | No. 76 CMR                | No. 17 Autosport GP | No. 11 Racing Technology          |
| 3      | R1     | Dijon-Prenois                     | 14 July      | Pierre Sancinéna                  | Pierre Sancinéna          | Jean-Baptiste Mela  | Sylvain Noël                      |
| 3      | R2     | Dijon-Prenois                     | 15 July      | No. 8 Milan Competition           | No. 12 Milan Competition  | No. 17 Autosport GP | No. 11 Racing Technology          |
| 3      | R2     | Dijon-Prenois                     | 15 July      | Nicolas Milan                     | Marc Guillot              | Jean-Baptiste Mela  | Sylvain Noël                      |
| 4      | R1     | Silverstone Circuit               | 1 September  | No. 110 Racing Technology         | No. 110 Racing Technology | No. 17 Autosport GP | No. 11 Racing Technology          |
| 4      | R1     | Silverstone Circuit               | 1 September  | Oliver Webb                       | Oliver Webb               | Jean-Baptiste Mela  | Sylvain Noël                      |
| 4      | R2     | Silverstone Circuit               | 2 September  | No. 110 Racing Technology         | No. 110 Racing Technology | No. 17 Autosport GP | No. 11 Racing Technology          |
| 4      | R2     | Silverstone Circuit               | 2 September  | Oliver Webb                       | Oliver Webb               | Jean-Baptiste Mela  | Sylvain Noël                      |
| 5      | R1     | Circuit de Spa-Francorchamps      | 22 September | No. 110 Racing Technology         | No. 110 Racing Technology | No. 17 Autosport GP | No. 69 Autosport GP-Patrick Roger |
| 5      | R1     | Circuit de Spa-Francorchamps      | 22 September | Stéphane Lémeret                  | Stéphane Lémeret          | Jean-Baptiste Mela  | Laurent Hurgon                    |
| 5      | R2     | Circuit de Spa-Francorchamps      | 23 September | No. 110 Racing Technology         | No. 110 Racing Technology | No. 17 Autosport GP | No. 11 Racing Technology          |
| 5      | R2     | Circuit de Spa-Francorchamps      | 23 September | Stéphane Lémeret                  | Stéphane Lémeret          | Jean-Baptiste Mela  | Sylvain Noël                      |
| 6      | R1     | Circuit de Barcelona-Catalunya    | 21 October   | No. 8 Milan Competition           | No. 8 Milan Competition   | No. 9 Team VRT      | No. 11 Racing Technology          |
| 6      | R1     | Circuit de Barcelona-Catalunya    | 21 October   | Nicolas Milan                     | Nicolas Milan             | Marc de Fulgencio   | Sylvain Noël                      |
| 6      | R2     | Circuit de Barcelona-Catalunya    | 21 October   | No. 69 Autosport GP-Patrick Roger | No. 8 Milan Competition   | No. 17 Autosport GP | No. 11 Racing Technology          |
| 6      | R2     | Circuit de Barcelona-Catalunya    | 21 October   | Laurent Hurgon                    | Nicolas Milan             | Jean-Baptiste Mela  | Sylvain Noël                      |

### Championnat pilote
Système de points
Les points sont attribués aux 20 premiers pilotes. Si moins de 75 % de la distance de course est parcourue, la moitié des points est attribuée. Si moins de deux tours sont effectués, aucun point n'est attribué.
| Position | 1er | 2e | 3e | 4e | 5e | 6e | 7e | 8e | 9e | 10e | 11e-20e | PP | MT |
| -------- | --- | -- | -- | -- | -- | -- | -- | -- | -- | --- | ------- | -- | -- |
| Points   | 20  | 15 | 12 | 10 | 8  | 6  | 5  | 4  | 3  | 2   | 1       | 1  | 1  |

| Pos.                            | Pilotes                    | LEC | LEC | NÜR | NÜR | DIJ | DIJ | SIL | SIL | SPA | SPA | CAT | CAT | Pts. |
| ------------------------------- | -------------------------- | --- | --- | --- | --- | --- | --- | --- | --- | --- | --- | --- | --- | ---- |
| 1                               | Pierre Sancinéna           | 1   | 15  | 1   | 1   | 1   | 9   | 5   | 9   | 8   | 4   | 6   | 4   | 138  |
| 2                               | Nicolas Milan              | 2   | 2   | 3   | 3   | 11  | 7   | 8   | 5   | 5   | 7   | 1   | 1   | 137  |
| 3                               | Sylvain Noël               | 3   | 4   | 6   | 4   | 3   | 3   | 6   | 6   | 7   | 2   | 5   | 6   | 119  |
| 4                               | Jean-Baptiste Mela         | 4   | 3   | 15  | 5   | Ret | 2   | 4   | 7   | 4   | 6   | 9   | 5   | 101  |
| 5                               | Vincent Beltoise           | 10  | 1   | 16  | 6   | 5   | 5   | 2   | 3   | 6   | 8   | Ret | 14  | 99   |
| 6                               | Gaël Castelli              |     |     |     |     |     |     | 3   | 2   | 2   | 3   | 3   | Ret | 90   |
| 7                               | Marc Guillot               |     |     | 5   | 8   | 2   | 1   |     |     | 17  | 9   | 2   | 2   | 84   |
| 8                               | Laurent Hurgon             | 11  | 5   | 2   | 17  | 4   | 4   | Ret | 8   | 3   | 10  | Ret | 9   | 77   |
| 9                               | Julien Neveu               |     |     | 4   | 2   |     |     | 7   | 4   |     |     | 4   | 3   | 66   |
| 10                              | Thomas Padovani            | 5   | 6   | 11  | 13  | 8   | 11  | 10  | Ret | 9   |     | 10  | 7   | 39   |
| 11                              | Mathieu Blaise             | 16  | 10  | 7   | 10  | 9   | 12  | 9   | 10  | 11  | 12  | 8   | 10  | 33   |
| 12                              | Lucas Lasserre             |     |     | 17  | 9   | 7   | 6   |     |     |     |     |     |     | 17   |
| 13                              | Grégory Romano             | 8   | 13  | 12  | 14  | 14  | 15  |     |     | 14  | 14  | 11  | 12  | 16   |
| 14                              | Marc Sevestre              | 7   | 9   |     |     | 10  | 13  |     |     | 12  | 15  |     |     | 14   |
| 15                              | Franc Rouxel               | 13  | 14  | 14  | 15  | 16  | 17  | 12  | 11  | 15  | 16  | 12  | 16  | 13   |
| 16                              | Alessandro Sebasti Scalera | 12  | 8   |     |     |     |     |     |     | 10  | 11  |     |     | 11   |
| 17                              | Pierre Combot              |     |     |     |     | 6   | 10  |     |     | 18  | DNS |     | Ret | 10   |
| 18                              | Pierre Macchi              | 9   | 12  | 13  | 12  |     |     | 11  | 12  |     |     | Ret |     | 10   |
| 19                              | Emmanuel Guigou            |     | 7   | 10  |     |     |     |     |     |     |     |     |     | 8    |
| 20                              | Phillippe Bourgois         | 15  | 11  | 9   | 11  |     |     |     |     |     |     |     |     | 8    |
| 21                              | Stéphane Proux             | 14  |     |     | 16  | 15  | 16  |     |     | 16  | 17  | 13  | 15  | 8    |
| 22                              | Jean-Marc Thévenot         |     |     |     |     | 12  | 14  |     |     |     |     |     |     | 2    |
| Pilotes inéligibles pour scorer |                            |     |     |     |     |     |     |     |     |     |     |     |     |      |
|                                 | Eric Helary                | 6   |     |     |     |     |     |     |     |     |     |     |     |      |
|                                 | Thierry Soave              |     | Ret |     |     |     |     |     |     |     |     |     |     |      |
|                                 | Paul Englert               |     |     | 8   | 7   |     |     |     |     |     |     |     |     |      |
|                                 | Bernard Romain             |     |     |     |     | 13  |     |     |     |     |     |     |     |      |
|                                 | Mathieu Sentis             |     |     |     |     |     | 8   |     |     |     |     |     |     |      |
|                                 | Oliver Webb                |     |     |     |     |     |     | 1   | 1   |     |     |     |     |      |
|                                 | Stéphane Lémeret           |     |     |     |     |     |     |     |     | 1   | 1   |     |     |      |
|                                 | Jean-Philippe Desplat      |     |     |     |     |     |     |     |     | 13  | 13  |     |     |      |
|                                 | Sten Pentus                |     |     |     |     |     |     |     |     |     | 5   |     |     |      |
|                                 | Marc de Fulgencio          |     |     |     |     |     |     |     |     |     |     | 7   | 8   |      |
|                                 | Jaime Hernandez            |     |     |     |     |     |     |     |     |     |     | 14  | 11  |      |
|                                 | Denis Gibaud               |     |     |     |     |     |     |     |     |     |     | Ret | 13  |      |
| Pos.                            | Pilotes                    | LEC | LEC | NÜR | NÜR | DIJ | DIJ | SIL | SIL | SPA | SPA | CAT | CAT | Pts. |